# Smrt Jugoslavije
Smrt Jugoslavije  (eng. The Death of Yugoslavia) je dokumentarni serijal koju je napravio BBC 1995., kao i ime knjige koju su napisali Allan Little i Laura Silber po kojoj je serijal snimljen. Serijal pokriva periode raspada Jugoslavije i ratove koji su slijedili na ovom području. Neki materijali su prvi put viđeni u ovom serijalu zajedno s intervjuima vodećih političara koji su bili umiješani u sukobe, između ostalih, Slobodan Milošević, Radovan Karadžić, Franjo Tuđman i Alija Izetbegović.
Serijal je nagrađen nagradom BAFTA 1996. za Best Factual Series. Zbog toga što je serijal obilovao mnogobrojnim intervjuima s glavnim vođama umiješanim u konflikt, često je korištena i kao dokaz od strane Međunarodnog suda za ratne zločine počinjene na području bivše Jugoslavije.
Svi papiri i transkripti mnogobrojnih vrijednih intervjua napravljenih sa sudionicima pohranjeni su u Liddell Hart Centre for Military Archives at King's College, Sveučilišta u Londonu.
Tijekom suđenja Slobodanu Miloševiću na Međunarodnom sudu za ratne zločine, sudac Bonomy nazvao je dio komentara "tendencioznima".

## Epizode
| Broj epizode | Naziv originala      | Hrvatski naziv       | Emitirana |
| 1.           | Enter Nationalism    | Pojava nacionalizma  | 1995.     |
| 2.           | The Road to War      | Put u rat            | 1995.     |
| 3.           | Wars of Independence | Ratovi za neovisnost | 1995.     |
| 4            | The Gates of Hell    | Vrata pakla          | 1995.     |
| 5.           | A Safe Area          | Sigurna oblast       | 1995.     |
| 6.           | Pax Americana        | Pax Americana        | 1995.     |

Serijal je kasnije "prekrojen" i objavljen u tri dijela:
1. Dolazak Miloševića (eng. "Enter Milošević")
2. Hrvati uzvraćaju udarac (eng. "The Croats Strike Back")
3. Borba za Bosnu (eng. "The Struggle for Bosnia")

U jednom drugom re-izdanju cijeli dokumetarac je prikazan u samo jednom dijelu.